# Carlos de Castro (abogado)
Carlos de Castro (Montevideo, 21 de marzo de 1835 - Montevideo, 28 de octubre de 1911) fue un político, abogado, ministro, diplomático y rector uruguayo que se desempeñó como ministro de Gobierno durante el mandato de Máximo Santos.

## Biografía
Hijo del español Agustín de Castro, fue enviado junto a otros de sus hermanos a educarse a Italia en 1842, por Cayetano Gavazzo quien fue el segundo esposo de su madre. Estuvo en Génova dieciséis años, donde cursó estudios preparatorios y superiores, obteniendo el título de doctor en jurisprudencia el 21 de junio de 1859.
De regreso al país, Eduardo Acevedo, quien se desempeñaba como Ministro de Bernardo Prudencio Berro le encargó en 1860 la recién creada aula de economía política en la Universidad de la República, donde también impartió cursos de derecho constitucional y administrativo.
Se desempeñó como Juez en lo Civil de la 2ª sección desde el 8 de marzo de 1861, renunciando al cargo el 24 de febrero del 1862, así como a sus responsabilidades docentes para dedicarse solamente a su estudio jurídico. En 1864 se publicó un libro que contuvo sus lecciones impartidas en el curso de economía política de la Universidad.
En el contexto de la revolución colorada de Venancio Flores, emigró a Argentina, donde apoyó el movimiento en las juntas de guerra de Buenos Aires. Al triunfo de Flores en 1865, este le encomendó el Ministerio de Relaciones Exteriores el 24 de febrero de ese año. Desempeñándose como Ministro, le tocó ajustar el tratado con Argentina y Brasil que avaló la Guerra de la Triple Alianza, así como la anulación del convenio por el cual se arrendaba al gobierno de Italia para destinos militares la isla Libertad, dentro de la bahía de Montevideo concertado por el gobierno de Bernardo Prudencio Berro.
Renunció al Ministerio el 15 de mayo de 1866, debido a un incidente diplomático, desencadenado por la lectura por parte del primer ministro británico John Russell en la Cámara de los Comunes del tratado secreto de la Triple Alianza, que Castro le había confiado al representante británico en Montevideo William Garrow Lettsom. Dicho tratado fue publicado en un diario paraguayófilo de Buenos Aires, precipitando la renuncia de Castro.
Finalizado el período de gobierno de Flores, representó en el senado al departamento de Paysandú en el período de 1869 a 1872, y fue elegido diputado para la cámara de representantes por Montevideo en 1875, renunciando luego cuando la Asamblea General le encomendó el cargo de Ministro del Tribunal de Justicia. Se mantuvo en ese cargo durante la dictadura de Lorenzo Latorre y terminado ese período, fue nuevamente confirmado en ese cargo. Permaneció ejerciendo en el Tribunal de Justicia hasta el 6 de octubre de 1882, cuando debido a un conflicto entre los Poderes Ejecutivo y Judicial, provocó la dimisión de todos los miembros del Tribunal Supremo, a excepción de Lindoro Forteza. Posteriormente el presidente Máximo Santos, le confirió el Ministerio de Gobierno, el 18 de octubre de ese año, en el cual se desempeñó hasta 1885.

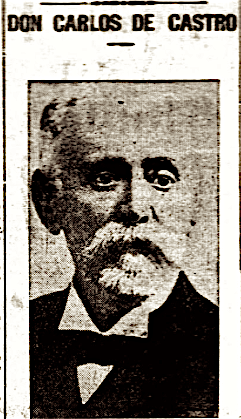
Don Carlos de Castro.

Durante sus años de estudio en Italia, se vinculó a la masonería y de regreso a Uruguay, se convirtió con el tiempo en una de las figuras importantes de la Masonería uruguaya en la cual se desempeñó como Gran Maestre. Integró varias comisiones redactoras o revisoras de Códigos y fue parte de la misión especial de 1855 que se encargó de restituir al Paraguay los trofeos de guerra tomados por los soldados uruguayos en la guerra de la Triple Alianza.
Al terminar su período en el Ministerio de Gobierno, fue elegido por Montevideo para ingresar a la cámara de senadores, integrando en 1891 la cámara de diputados por ese mismo departamento. Un decreto fechado el 10 de enero de 1895 de parte del gobierno de Juan Idiarte Borda lo encomendó como Ministro Plenipotenciario ante Brasil en Río de Janeiro, volviendo al Uruguay en 1897, reincorporándose al senado de la república. Opositor a Juan Lindolfo Cuestas, fue destituido junto con la mayor parte de la Asamblea General, cuando este dio un golpe de Estado el 10 de febrero de 1898. Tuvo oportunidad de volver a ser representante en el año 1892, integrando la 21ª legislatura de esa cámara.
Culminado ese período parlamentario, Castro se retiró a su quinta de Paso del Molino, donde disminuida su posición económica y afectado por dolencias físicas pasó sus últimos días, falleciendo en ese lugar en 1911.